# Czesław Rozenthal

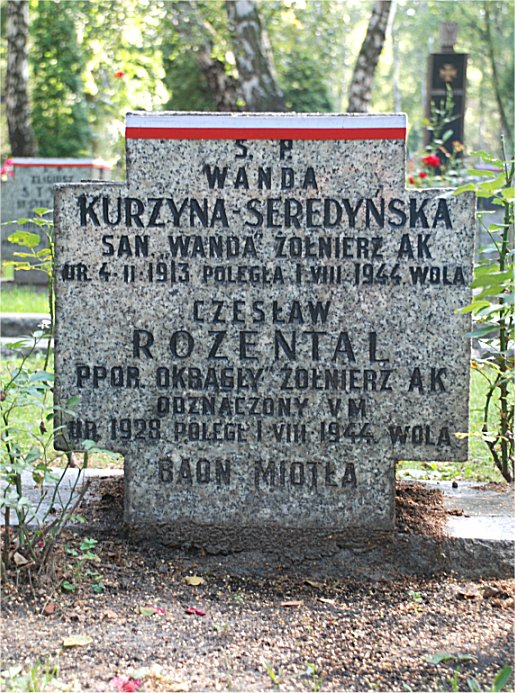
Grób na Powązkach Wojskowych

Czesław Rozenthal ps. Okrągły (ur. 27 czerwca 1927, zm. 1 sierpnia 1944 w Warszawie) – starszy strzelec podchorąży, pośmiertnie mianowany podporucznikiem, żołnierz plutonu „Jerzyków” Batalionu „Miotła” Armii Krajowej, uczestnik powstania warszawskiego.
Poległ 1. dnia powstania warszawskiego w walce o Monopol Tytoniowy (Wytwórnia nr 1) przy ul. Dzielnej 62. Miał 17 lat. Pochowany wraz z sanitariuszką Wandą Kurzyną-Seredyńską (ps. „Wanda”) w kwaterach żołnierzy i sanitariuszek batalionu „Miotła” na Wojskowych Powązkach w Warszawie (kwatera A24-1-12).
Został odznaczony Orderem Virtuti Militari rozkazem Dowódcy AK nr 511 z 18 VIII 1944. Uzasadnienie nadania mu krzyża VM brzmiało: „za wyjątkową odwagę osobistą wykazaną w walkach”.